# Yushania auctiaurita
Yushania auctiaurita är en gräsart som beskrevs av Tong Pei Yi. Yushania auctiaurita ingår i släktet yushanior, och familjen gräs. Inga underarter finns listade i Catalogue of Life.